# Blå Sommer 2009
Blå Sommer 2009 var den 6. udgave af Det Danske Spejderkorps' korpslejr Blå Sommer, som foregik i perioden 15.-23. juli 2009 (med for- og efterlejr, hhv. før og efter perioden) på området omkring Stevninghus Spejdercenter ved Kliplev i Sønderjylland. Lejren samlede omkring 19.000 spejdere, hvoraf de mindste (op til 8 år) kun deltog på halv lejr, altså fra 15.-19. juli.

## Aktiviteter
Gennem ugen var der der en lang række aktiviteter. Nogle var større arrangementer for alle deltagere, mens langt de fleste var mere fokuseret på aldersgrupperne.

### Oversigt
Herunder følger en oversigt over ugens aktiviteter, inddelt efter aldersgrupperne. Dagene er opdelt i moduler af formiddag- (F), eftermiddag- (E) og aftenaktiviteter (A).
| |   | Mikro (6-8 år)                           | Mikro (6-8 år)                           | Mini (8-10 år)                           | Mini (8-10 år)                           | Junior (10-12 år)         | Junior (10-12 år)         | Storspejder (12-16 år)       | Storspejder (12-16 år)       | Senior (15-23 år)     | Senior (15-23 år)     |                     |
| --- | - | ---------------------------------------- | ---------------------------------------- | ---------------------------------------- | ---------------------------------------- | ------------------------- | ------------------------- | ---------------------------- | ---------------------------- | --------------------- | --------------------- | ------------------- |
| Onsdag | F |                                          |                                          |                                          |                                          |                           |                           |                              |                              |                       |                       |                     |
| Onsdag | E | Ankomst                                  | Ankomst                                  | Ankomst                                  | Ankomst                                  | Ankomst                   | Ankomst                   | Ankomst                      | Ankomst                      | Ankomst               | Ankomst               |                     |
| Onsdag | A | Lejropbygning                            | Lejropbygning                            | Lejropbygning                            | Lejropbygning                            | Lejropbygning             | Lejropbygning             | Lejropbygning                | Lejropbygning                | Lejropbygning         | Lejropbygning         |                     |
| Torsdag | F | Lejropbygning                            | Lejropbygning                            | Lejropbygning                            | Lejropbygning                            | Lejropbygning             | Lejropbygning             | Lejropbygning                | Lejropbygning                | Lejropbygning         | Lejropbygning         |                     |
| Torsdag | E | Aktivitet                                |                                          | Aktivitet                                |                                          | Aktivitet                 |                           | Aktivitet                    |                              | Aktivitet             |                       |                     |
| Torsdag | A | Åbning                                   | Åbning                                   | Åbning                                   | Åbning                                   | Åbning                    | Åbning                    | Åbning                       | Åbning                       | Åbning                | Åbning                |                     |
| Fredag | F | Aktiviteter                              | Aktiviteter                              | Aktiviteter                              | Aktiviteter                              | PLanDag (fællesaktivitet) | PLanDag (fællesaktivitet) | Aktiviteter + træning        | Aktiviteter + træning        | Aktiviteter + træning | Aktiviteter + træning | B e s ø g s d a g e |
| Fredag | E | Aktiviteter                              | Aktiviteter                              | Aktiviteter                              | Aktiviteter                              | PLanDag (fællesaktivitet) | PLanDag (fællesaktivitet) | Aktiviteter + træning        | Aktiviteter + træning        | Aktiviteter + træning | Aktiviteter + træning | B e s ø g s d a g e |
| Fredag | A |                                          |                                          |                                          |                                          | PLanDag (fællesaktivitet) | PLanDag (fællesaktivitet) |                              |                              | Aktiviteter + træning | Aktiviteter + træning | B e s ø g s d a g e |
| Lørdag | F | Jagten på Spejderånden (fællesaktivitet) | Jagten på Spejderånden (fællesaktivitet) | Jagten på Spejderånden (fællesaktivitet) | Jagten på Spejderånden (fællesaktivitet) | Aktiviteter + træning     | Aktiviteter + træning     | PLanDøgn (fællesaktivitet)   | PLanDøgn (fællesaktivitet)   | Aktiviteter + træning | Aktiviteter + træning | B e s ø g s d a g e |
| Lørdag | E | Jagten på Spejderånden (fællesaktivitet) | Jagten på Spejderånden (fællesaktivitet) | Jagten på Spejderånden (fællesaktivitet) | Jagten på Spejderånden (fællesaktivitet) | Aktiviteter + træning     | Aktiviteter + træning     | PLanDøgn (fællesaktivitet)   | PLanDøgn (fællesaktivitet)   | Aktiviteter + træning | Aktiviteter + træning | B e s ø g s d a g e |
| Lørdag | A |                                          |                                          |                                          |                                          | Fest                      | Fest                      | PLanDøgn (fællesaktivitet)   | PLanDøgn (fællesaktivitet)   | Aktiviteter + træning | Aktiviteter + træning | B e s ø g s d a g e |
| Søndag | F |                                          |                                          | Aktiviteter                              | Aktiviteter                              | Aktiviteter + træning     | Aktiviteter + træning     | PLanDøgn (fællesaktivitet)   | PLanDøgn (fællesaktivitet)   | Aktiviteter + træning | Aktiviteter + træning | B e s ø g s d a g e |
| Søndag | E | Hjemrejse                                | Hjemrejse                                | Aktiviteter                              | Aktiviteter                              | Aktiviteter + træning     | Aktiviteter + træning     | Aktivitet + træning          | Aktivitet + træning          | Aktiviteter + træning | Aktiviteter + træning | B e s ø g s d a g e |
| Søndag | A |                                          |                                          | Underlejraften                           | Underlejraften                           | Underlejraften            | Underlejraften            | Underlejraften               | Underlejraften               | Underlejraften        |                       | B e s ø g s d a g e |
| Mandag | F | Aktiviteter                              | Aktiviteter                              | Akitivtet + træning                      | Akitivtet + træning                      | Geist (fællesaktivitet)   | Geist (fællesaktivitet)   | Seniordøgn (fællesaktivitet) | Seniordøgn (fællesaktivitet) |                       |                       | B e s ø g s d a g e |
| Mandag | E | Aktiviteter                              | Aktiviteter                              | Akitivtet + træning                      | Akitivtet + træning                      | Geist (fællesaktivitet)   | Geist (fællesaktivitet)   | Seniordøgn (fællesaktivitet) | Seniordøgn (fællesaktivitet) |                       |                       | B e s ø g s d a g e |
| Mandag | A |                                          |                                          |                                          |                                          | Fest                      | Fest                      | Fest                         |                              |                       |                       | B e s ø g s d a g e |
| Tirsdag | F | Aktiviteter                              | Aktiviteter                              | Aktiviteter + træning                    | Aktiviteter + træning                    | Aktiviteter + træning     | Aktiviteter + træning     | Seniordøgn                   | Seniordøgn                   |                       |                       | B e s ø g s d a g e |
| Tirsdag | E | Aktiviteter                              | Aktiviteter                              | Aktiviteter + træning                    | Aktiviteter + træning                    | Aktiviteter + træning     | Aktiviteter + træning     | Aktiviteter + træning        | Aktiviteter + træning        |                       |                       | B e s ø g s d a g e |
| Tirsdag | A |                                          |                                          |                                          |                                          |                           |                           | Aktiviteter + træning        | Aktiviteter + træning        |                       |                       |                     |
| Onsdag | F | Aktiviteter + træning                    | Aktiviteter + træning                    | Aktiviteter + træning                    | Aktiviteter + træning                    | Aktiviteter + træning     | Aktiviteter + træning     | Aktiviteter + træning        | Aktiviteter + træning        |                       |                       |                     |
| Onsdag | E | Aktiviteter + træning                    | Aktiviteter + træning                    | Aktiviteter + træning                    | Aktiviteter + træning                    | Aktiviteter + træning     | Aktiviteter + træning     | Aktiviteter + træning        | Aktiviteter + træning        |                       |                       |                     |
| Onsdag | A | Afslutning                               | Afslutning                               | Afslutning                               | Afslutning                               | Afslutning                | Afslutning                | Afslutning                   | Afslutning                   |                       |                       |                     |
| Torsdag | F | Hjemrejse                                | Hjemrejse                                | Hjemrejse                                | Hjemrejse                                | Hjemrejse                 | Hjemrejse                 | Hjemrejse                    | Hjemrejse                    |                       |                       |                     |
| Torsdag | E | Hjemrejse                                | Hjemrejse                                | Hjemrejse                                | Hjemrejse                                | Hjemrejse                 | Hjemrejse                 | Hjemrejse                    | Hjemrejse                    |                       |                       |                     |
| Torsdag | A | Hjemrejse                                | Hjemrejse                                | Hjemrejse                                | Hjemrejse                                | Hjemrejse                 | Hjemrejse                 | Hjemrejse                    | Hjemrejse                    |                       |                       |                     |
| Kilde: Blå Sommer 2009: Hvad skal vi lave? Arkiveret 13. februar 2009 hos Wayback Machine. Opdateret 11. juli 2009. |   |                                          |                                          |                                          |                                          |                           |                           |                              |                              |                       |                       |                     |

## Underlejrene
Blå Sommer var inddelt i en hjælperlejr (Landsbyen) og 5 underlejre der var inddelt sådan, at underlejrene bestod af divisionerne fra et bestemt område og de grupper der ligger geografisk forholdsvis tæt på hinanden dermed ligger i samme underlejr. Lejren var dermed inddelt i byer, hvor navnet på byerne beskrev hvilken del i Danmark de ligger og kan dermed også have en vis reference til de danske regioner, med få forbehold.

### Nordbyen
Nordbyen, hvis kendingsfarve var lysegrøn, bestod både af grupper fra Nordjylland, men denne huser desuden også (hoveddelen af) de udenlandske spejdergrupper. Underlejren rummede omkring 2.000 spejdere og havde "lyset" som tema, der bl.a. afspejles i byens klynge- og gadenavne samt underlejrens varetegn, en kopi af vippefyret fra Skagen.
Nordbyen bestod af divisionerne:
- Jens Bang
- Klit
- Rold Skov
- Steen Blicher
- Vendelbo
- Vestjydske

### Midtbyen
Midtbyen, hvis kendingsfarve var rød, bestod af divisioner fra Midtjylland. Det var et mål for Midtbyen at bygge en længere rækker kulisser og projekter der tog udgangspunkt i midtbyer fra forskellige egne verden over.
Midtbyen bestod af divisionerne:
- Aros
- Djursland
- Himmelbjerg
- Horse
- Lyng
- Randellsborg
- Troldhøj
- Århus Skov
- Skive

### Sydbyen
Sydbyen, hvis kendingsfarve var gul, består af divisioner fra Sønderjylland og Fyn. Sydbyens tema tog udgangspunkt i sydlige himmelstrøg, der bl.a. betød at klyngenavnene var sydbysnavne og at varetegnet var en sol. 
Sydbyen består af divisionerne:
- Bro
- Dronning Dagmar
- Dybbøl
- Egeskov
- Kong Knud
- Nørholm
- Pamhule
- Skovdam

### Østbyen
Østbyen, hvis kendingsfarve var orange, bestod af divisioner fra dele af Sjælland og den eneste division på Bornholm. Der var i Østbyen omkring 3800, hvoraf ca. 200 var hjælpere og 300 kom fra udlandet.
Østbyen bestod af divisionerne:
- Bernstorff
- Bornholm
- Ege
- Hareskov
- Mølleå
- Ravnsholt
- Øresund

### Storbyen
Storbyen, hvis kendingsfarve var hvid, bestod af divisioner fra dele af Sjælland, herunder hovedsageligt København. Det boede i underlejren omkring 4.000-4.500 og byen bar desuden præg af storbylivet, hvilket bl.a. betød at klyngenavnene var storbynavne.
Storbyen bestod af divisionerne:
- Absalon
- Amager
- Antvorskov
- Kongslejre
- Skjalm Hvide
- Svend Gønge
- Sydhav
- Vestskov